# Tetracheledone spinicirrus
Tetracheledone spinicirrus är en bläckfiskart som beskrevs av Voss 1955. Tetracheledone spinicirrus ingår i släktet Tetracheledone och familjen Octopodidae. Inga underarter finns listade i Catalogue of Life.